# 崔泓熙
崔 泓熙 (チェ・ホンヒ、朝鮮語: 최홍희、1918年11月9日 – 2002年6月15日) — 崔将軍としても知られる — は、テコンドーの創始者として知られる武道家。韓国陸軍少将としての経歴を保持する。松濤館流空手道二段、テコンドー9段。（テコンドーの段位表記はＷＴＦ・ＩＴＦともに全て数字）創氏改名による日本名は西山 雄石(にしやま ゆうせき)。

## 人物
学徒出陣して日本陸軍少尉。配属された平壌の歩兵第41連隊補充隊（通称号：第42部隊）で朴性和や金完龍らと反乱を計画したが、44年秋ごろに発覚して学徒兵60～70人が逮捕され、うち37人が起訴された。1945年6月、軍法会議で銃殺刑が求刑されるが、学徒兵であることの影響が考慮され、7年の有期刑に減刑される。
1946年2月3日付で軍事英語学校を卒業して少尉に任官(軍番10044番)。第4連隊の創設に参加。1946年5月、第2連隊大隊長。1946年9月28日、第2連隊長。1947年3月3日、総司令部情報課長。1948年6月28日、軍需局長。1949年6月から1950年6月までフォート・ベニング歩兵学校に留学。
1950年7月14日、大邱に到着して第1軍団（軍団長：金弘壹少将）情報参謀。1951年3月17日、第1軍団参謀長（1952年6月20日まで）。1953年1月1日、第1軍団副軍団長。1953年5月、第5師団長。同年11月18日、第29師団長。1955年、第3管区司令官。1960年5月20日、第6管区司令官。1960年11月、第2訓練所長。1961年、第6軍団長。1962年、予備役編入。
1962年4月、駐マレーシア大使。1966年に国際テコンドー連盟を創設。東ベルリン事件に巻き込まれ1972年にカナダへ亡命。北朝鮮とカナダを行き来しながら胃がんの治療を受けていたが、側近に「生涯の最後は故郷で終えたい」と述べ、2002年6月14日に北朝鮮に入国した翌日に平壌で死去。愛国烈士陵に埋葬された。